# Miconia formosa
Miconia formosa är en tvåhjärtbladig växtart som beskrevs av Célestin Alfred Cogniaux. Miconia formosa ingår i släktet Miconia och familjen Melastomataceae. Inga underarter finns listade i Catalogue of Life.